# Justizanstalt Wien-Simmering

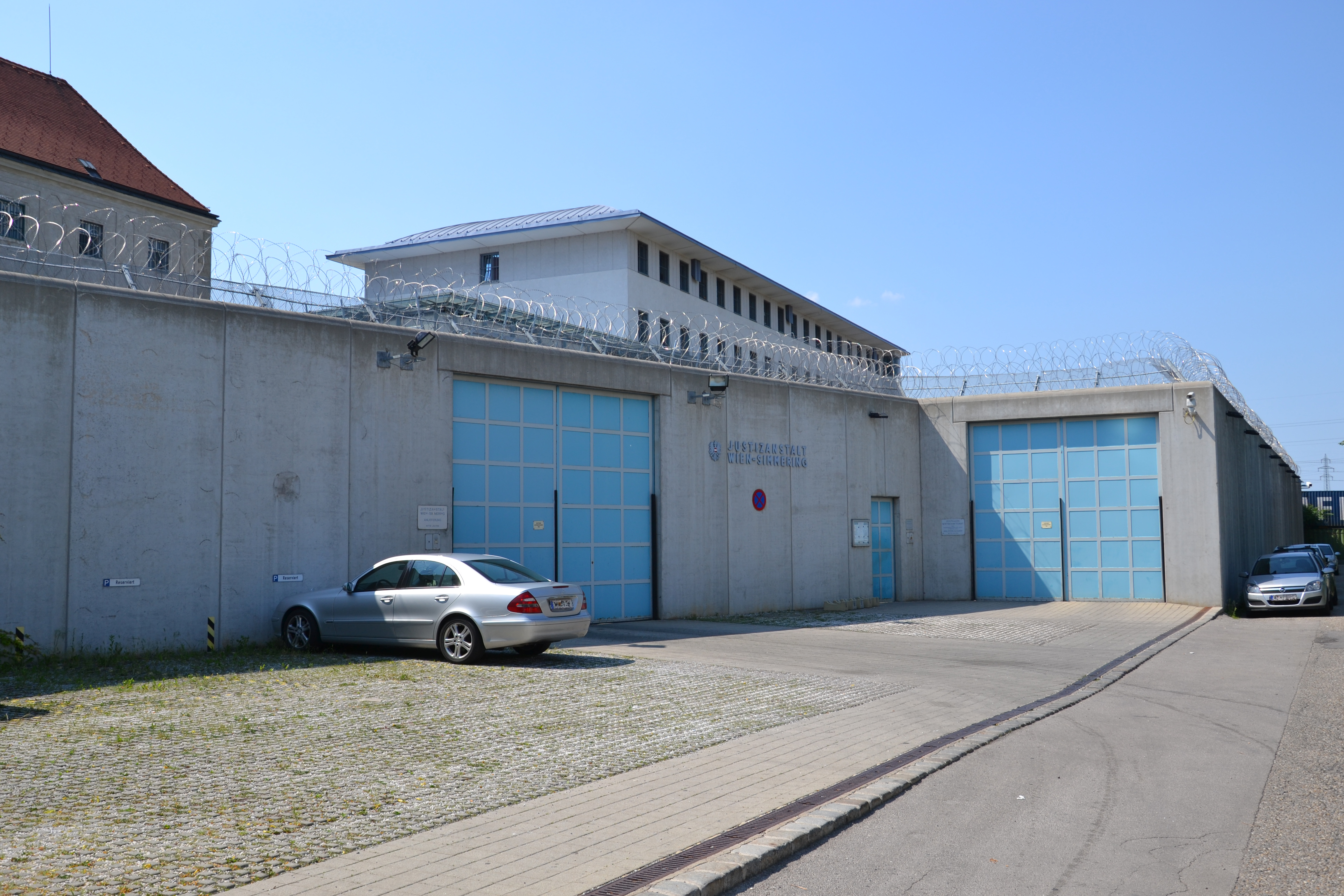
Außenansicht der JA Simmering (Neubautrakt)

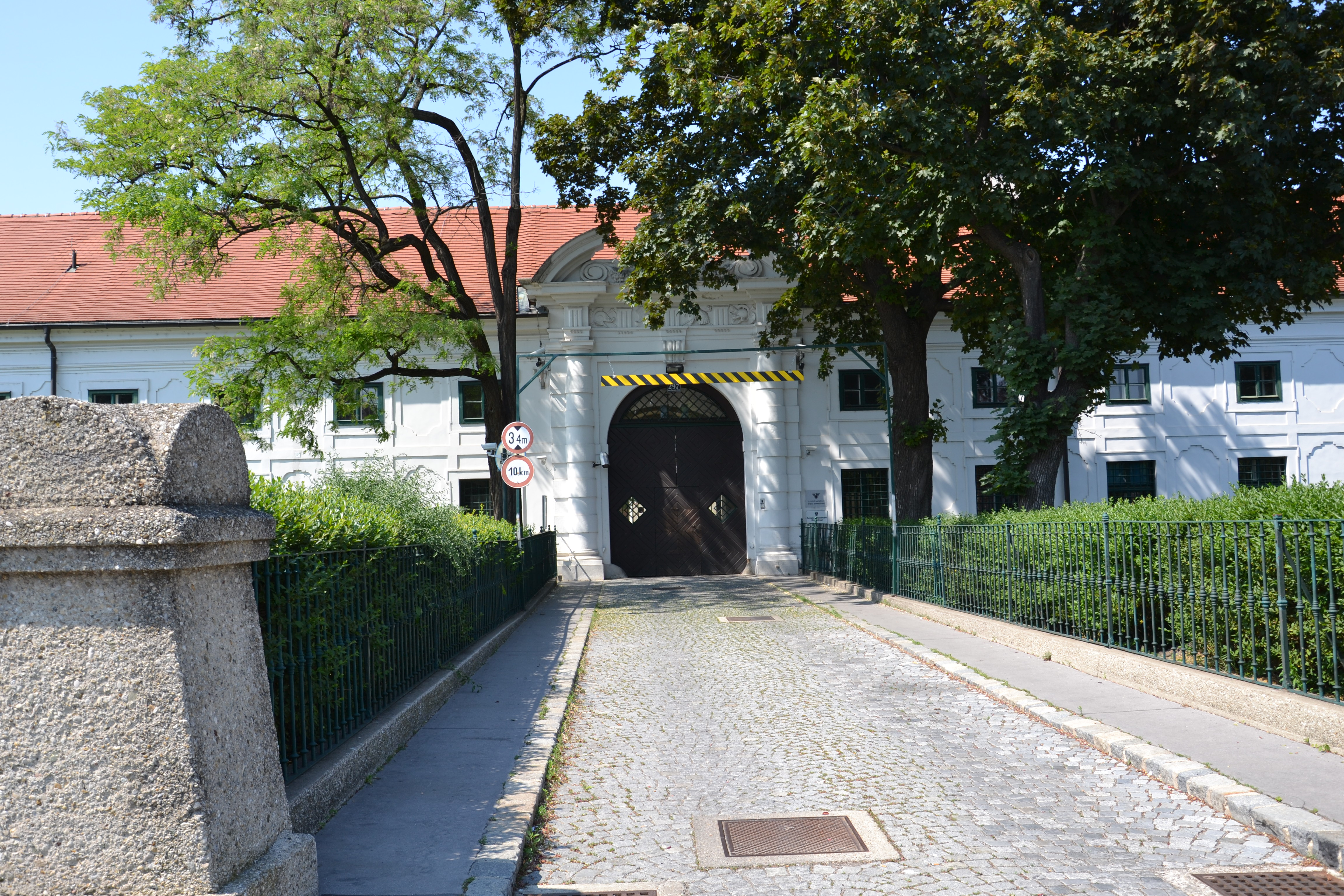
Einfahrt Altbau

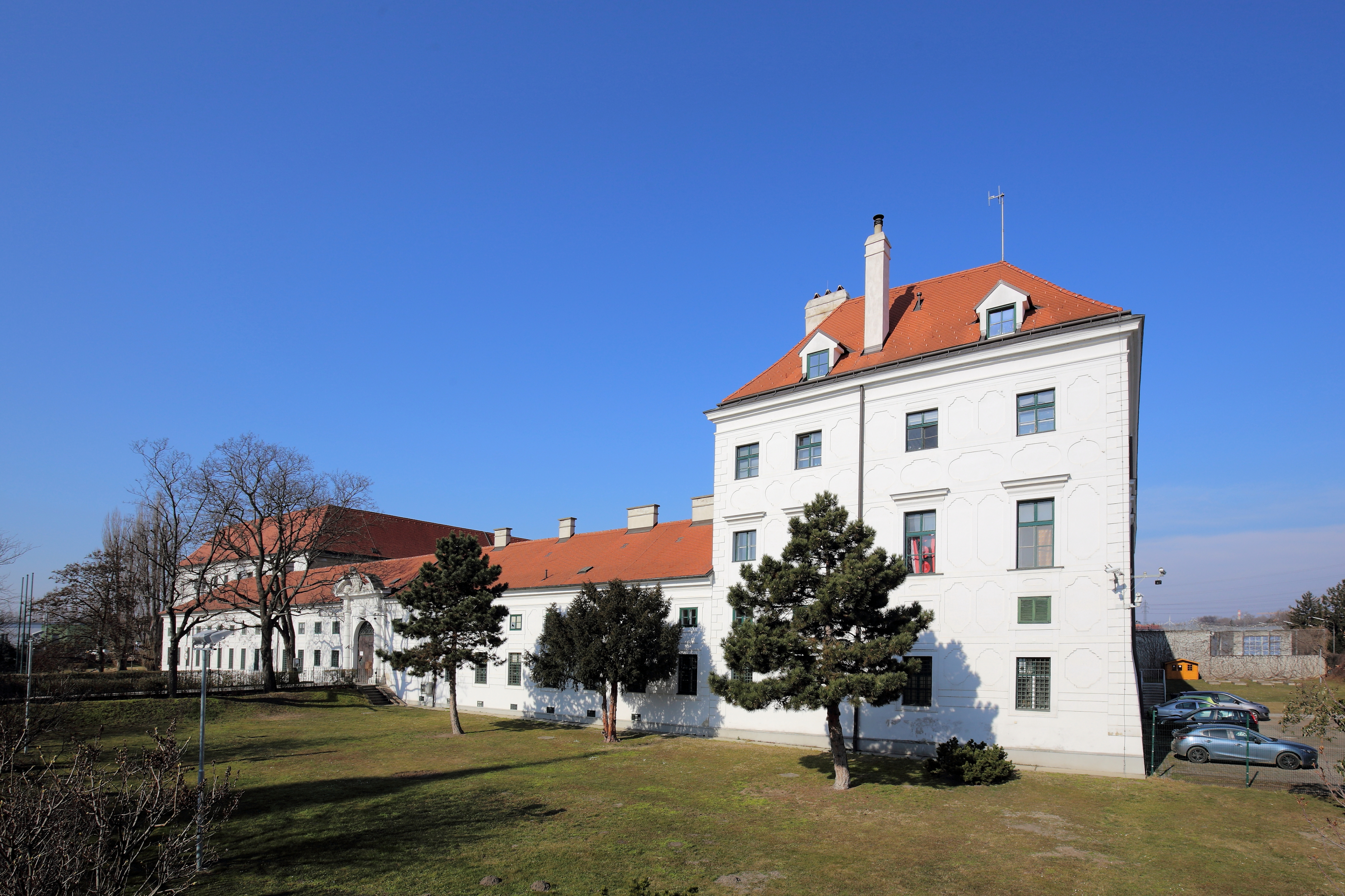
Südsüdostansicht des Altbereiches (Schloss Kaiserebersdorf)

Die Justizanstalt Wien-Simmering ist eine österreichische Strafvollzugsanstalt. Sie befindet sich im Ortsteil Kaiserebersdorf des 11. Wiener Gemeindebezirks Simmering im Gebäude von Schloss Kaiserebersdorf, einer ehemaligen Kaiserresidenz, sowie im daran angebauten Neubautrakt. Bis 1973 befand sich in dem Schloss die Bundesanstalt für Erziehungsbedürftige Kaiserebersdorf, die als sogenanntes Endstationenheim für schwer erziehbare Jugendliche galt.

## Geschichte
Nach dem Inkrafttreten des am 18. Juli 1928 beschlossenen Jugendgerichtsgesetzes wurde mit 1. Jänner 1929 das ehemalige Schlossareal als Bundesanstalt für Erziehungsbedürftige zur Unterbringung schwer erziehbarer Kinder und Jugendlicher genutzt. Geleitet wurde die für die damalige Zeit moderne Erziehungsanstalt von Richard Seyß-Inquart, dem Bruder des späteren nationalsozialistischen Bundeskanzlers Arthur Seyß-Inquart. Richard Seyß-Inquart setzte jedoch auf pädagogische und psychologische Maßnahmen, sein Grundsatz war „Ihr sollt nicht strafen, bessern sollt ihr“. Nach dem Anschluss Österreichs an Deutschland musste er die Umgestaltung der Erziehungsanstalt zu einem Jugendgefängnis hinnehmen. Roland Freisler, Präsident des nationalsozialistischen Volksgerichtshofes, hielt nichts von Richard Seyß-Inquarts Ideen und bezeichnete sie als „exzentrische Erziehungsexperimente“, mit denen man den Jugendarrestvollzug verschonen sollte. Die unmündigen Zöglinge wurden in andere Heime überstellt, die anstaltseigenen Schulen und Lehrwerkstätten geschlossen und qualifizierte Erzieher entlassen. Noch am 11. März 1941 klagte Richard Seyß-Inquart in einem Referat am Deutschen Institut für Psychologische Forschung und Psychotherapie in Berlin über die Veränderungen und starb drei Monate später.
Der Anstaltsarzt, Dr. Mras, untersuchte ab 1939 280 Zöglinge auf kriminalbiologischer Grundlage und bekam nach einem Besuch von Robert Ritter und Eva Justin am 2. September 1941 eine kriminalbiologische Forschungsstation eingerichtet. Zu diesem Zeitpunkt befanden sich 210 Jugendliche in Kaiser-Ebersdorf, 168 davon waren Zöglinge des Erziehungsheimes und 42 waren Strafgefangene. Am 1. März 1944 waren es 388 Strafgefangene. Die Jugendlichen wurden wegen Delikten wie kleiner Diebstähle, dem Hören der falschen Radiosender, Arbeitsvertragsbruch (allein im März 1944 kamen 54 Wiener Jugendliche wegen Arbeitsvertragsbruch vor den Jugendrichter), weil sie keine Lust hatten, sich in die Hitlerjugend einzureihen, und zunehmend auch wegen aktivem Widerstand gegen das NS-Regime inhaftiert. Ernst Kaltenbrunner, Chef der Sicherheitspolizei und des Sicherheitsdienstes, meinte über sie:

„Es ist nur zu hoffen, dass es uns bald gelingt, mit Hilfe des im Entwurf vorliegenden Gesetzes über die Behandlung Gemeinschaftsfremder den Erbstrom der Minderwertigen, die den Verbrechernachwuchs stellen, demnächst zum Versiegen zu bringen.“

Als im Jahr 1945 das Ende der nationalsozialistischen Herrschaft immer deutlicher wurde, schickte man auch zahlreiche Jugendliche aus Kaiser-Ebersdorf als letztes Aufgebot an die Front, etwa zum Bewährungsbataillon 500. Ein Teil der Häftlinge wurde am 5. April noch in die Haftanstalt Regensburg evakuiert. Wer sich noch in Kaiser-Ebersdorf befand, wurde am 7. April 1945 durch die Rote Armee befreit. Die nach Regensburg Evakuierten wurden dort am 26. April von US-amerikanischen Truppen befreit.
Nach 1945 wurde die Anstalt, zu der auch eine Zweigstelle in Kirchberg am Wagram gehörte, dem Justizministerium unterstellt und ohne große Personalwechsel als Bundesanstalt für Erziehungsbedürftige weitergeführt. Sie blieb eine Totale Institution, ebenso wurde die Anwendung von Gewalt gegen die Jugendlichen fortgeführt. Die rund 400 männlichen Kinder und Jugendlichen (1952 waren 30 von ihnen unter 14 Jahren) aus ganz Österreich mussten graue Hosen, blaue Jacken und grobe Schuhe als Anstaltskleidung tragen. Bei Wohlverhalten bekamen sie an einem Sonntag im Monat Ausgang gewährt, den sie in gelben Anzügen absolvieren mussten. Der Aufenthalt betrug mindestens ein Jahr; Straftäter konnten nach Verbüßung ihrer Strafe noch bis zur Vollendung des 20. Lebensjahres in der Anstalt belassen werden.
Zweimal täglich mussten die Zöglinge zum Appell antreten; nach dem Frühsport, der aus Dutzenden Liegestützen bestand, arbeiteten sie unter Sprechverbot in den anstaltseigenen Werkstätten wie etwa einer Korbflechterei oder einer Buchbinderei für zehn Schilling im Monat; die Hälfte davon wurde als Rücklage einbehalten. Die Arbeit erfolgte im Akkord. Wer die Vorgaben an zu bearbeitenden Splinten oder zu stopfenden Feuerzeugen etc. nicht erfüllte, wurde verprügelt. Es wurde zwischen normalen Schlägen, Faustschlägen, sogenannten „Hirnbussis“ (Faustschläge gegen die Stirn) und „Jacky Puffs“ (Kniestöße gegen die Oberschenkel) unterschieden. Wer sich mehrfach auflehnte oder die Heimordnung missachtete (etwa trotz Sprechverbot mit seinem Nachbarn sprach), wurde in die Strafgruppe versetzt, wo die „grüne Minna“, ein metallener, mit Hartgummi überzogener Schlagstock, Tag und Nacht im Einsatz war. Öfter lagen Zöglinge danach bewusstlos am Boden.
Die Jugendlichen kamen alle aus ärmlichen Verhältnissen, fast alle aus unvollständigen Familien, viele hatten als Waisen bereits lange Heimkarrieren hinter sich oder sie kamen deshalb nach Kaiser-Ebersdorf, weil ihre Stiefväter sie misshandelten. Auch sexuell missbrauchte und Kinder von Opfern des Nationalsozialismus waren darunter. In den Schriftstücken wie Führungsakten, Erhebungs- und Gerichtsberichten, beschrieben die Verantwortlichen die Jugendlichen mit Adjektiven wie zum Beispiel „muffig“, „grenzdebil“, „hemmungslos“, „hinterhältig“, „renitent“, „primitiv“, „faul“ oder „tiefgehend verwahrlost“. Sie sahen nichts Positives in den jungen Menschen. Die Erziehung beruhte auf einem ausgeklügelten Kaposystem, militärischem Drill, Zwang, Gewalt und willkürlichem Entzug oder Gewährung von Vergünstigungen. Zusätzlich zu den Schüler- und Lehrlingsgruppen gab es auch Strafgruppen. Wer zu entweichen versuchte, bekam eine Glatze geschoren und wurde für ein bis zwei Wochen in eine finstere Zelle gesperrt, die nur mit einem Strohsack ausgestattet war. Bei Rückkehr in ihre Gruppe mussten sie diese mit einer Decke über dem Kopf betreten, wobei die anderen dazu angehalten waren, den versuchten Ausbrecher zu verprügeln.
Die Verlegung in die Außenstelle Kirchberg galt als die härteste Strafe. Die dortigen Erzieher hatten den Ruf, die brutalsten zu sein, sie schoren ankommende „Sträflinge“ kahl und steckten sie in Einzelzellen. Eine der Zellen verwendeten sie nur zum Prügeln und nannten diese „Lachkabinett“. Die Zöglinge mussten von fünf Uhr früh bis zehn Uhr abends Splinte bearbeiten oder Papiersäcke kleben. Meistens mussten sie diese Arbeiten in Handschellen verrichten. Essenholen oder auf die Toilette mussten sie im Laufschritt. Unterbrochen wurde die Arbeit von 16 bis 17 Uhr – um Fußball zu spielen. Dabei gab es für jedes Verlusttor Schläge.
Am 19. November 1952 kam es infolge eines missglückten Ausbruchsversuchs dreier Jugendlicher zu einem Zöglingsaufstand in Kaiser-Ebersdorf. Gemeinsam mit zwei weiteren Jugendlichen verbarrikadierten sie sich in einer Zelle und verweigerten die Arbeit. Dem Schuss eines vermutlich betrunkenen Beamten in die Zelle und seiner Drohung, er werde allen in den Schädel schießen, folgte ein allgemeiner Aufstand, bei dem die Jugendlichen Möbel zerschlugen und Strohsäcke anzündeten. Das sechzehnköpfige Überfallkommando, das die Anstalt stürmte, musste sich wieder zurückziehen. Schließlich wurden 140 Polizeischüler mit Helmen und Gummiknüppeln eingesetzt, die die Jugendlichen verprügelten und sechzig von ihnen in Gefängnisse abtransportierten. Es gab mehrere Schwerverletzte. Die fünf Rädelsführer bekamen bedingte Strafen von mehreren Jahren. Als Folge kam es zum teilweisen Auswechseln des Personals; Pädagogen und Psychologen wurden angestellt.
Am 25. März 1971 demonstrierten etwa 1000 von der Gruppe Spartakus organisierte Jugendliche vor der Anstalt. Ihre Forderungen waren u. a. die Abschaffung von Kaiser-Ebersdorf und allen anderen geschlossenen Erziehungsheimen, und stattdessen die Schaffung offener und selbstverwalteter Heime. Spartakus kritisierte bereits im Jahr davor in einer 20-seitigen Dokumentation die gewalttätigen Methoden in den Erziehungsheimen, Kaiser-Ebersdorf wurde als „Jugend-KZ“ und „Prügellager“ bezeichnet.
Die Bundesanstalt für Erziehungsbedürftige Kaiser-Ebersdorf wurde schließlich im Jahr 1974 geschlossen. An ihre Stelle traten von der Bewährungshilfe geführte offene Wohngemeinschaften.
Ab dem Jahr 1975 wurde die Justizanstalt Simmering als Strafanstalt für Erwachsene eingerichtet. Von 1994 bis 1999 wurde auf dem Gelände der Justizanstalt ein Neubautrakt zur Aufnahme von Untersuchungshäftlingen errichtet. Im Zuge der Bauarbeiten wurden auf dem Gelände auch umfangreiche Ausgrabungen zu den Außenanlagen des ehemaligen Schlosses durchgeführt.

## Konzeption
Die Justizanstalt Wien-Simmering ist eine Strafvollzugsanstalt für männliche Strafgefangene mit kurzen bis mittellangen (bis zu etwa 5 Jahren) Freiheitsstrafe.
Besonderes Augenmerk wird in der Anstalt auf die Berufsausbildung der Inhaftierten gelegt. So konnten seit dem Jahr 1975 mehr als 1.000 erfolgreiche Berufsabschlüsse ermöglicht werden. Weiters werden in der Justizanstalt Simmering mit etwa 6.000 Ausgängen pro Jahr überdurchschnittlich viele Vollzugslockerungen gewährt. Auf einem Gelände von etwa 36.000 m² waren zum Stichtag 30. August 2007 genau 487 Gefangene untergebracht. Bei 429 Planhaftplätzen ergibt das eine Gesamtauslastung von 113,5 %, was knapp unterhalb der österreichischen Durchschnittsauslastung von Strafvollzugseinrichtungen liegt. Weiters ist die Justizanstalt Simmering in Bezug auf die verfügbaren Haftplätze die fünftgrößte Justizanstalt Österreichs.